# Daktyle

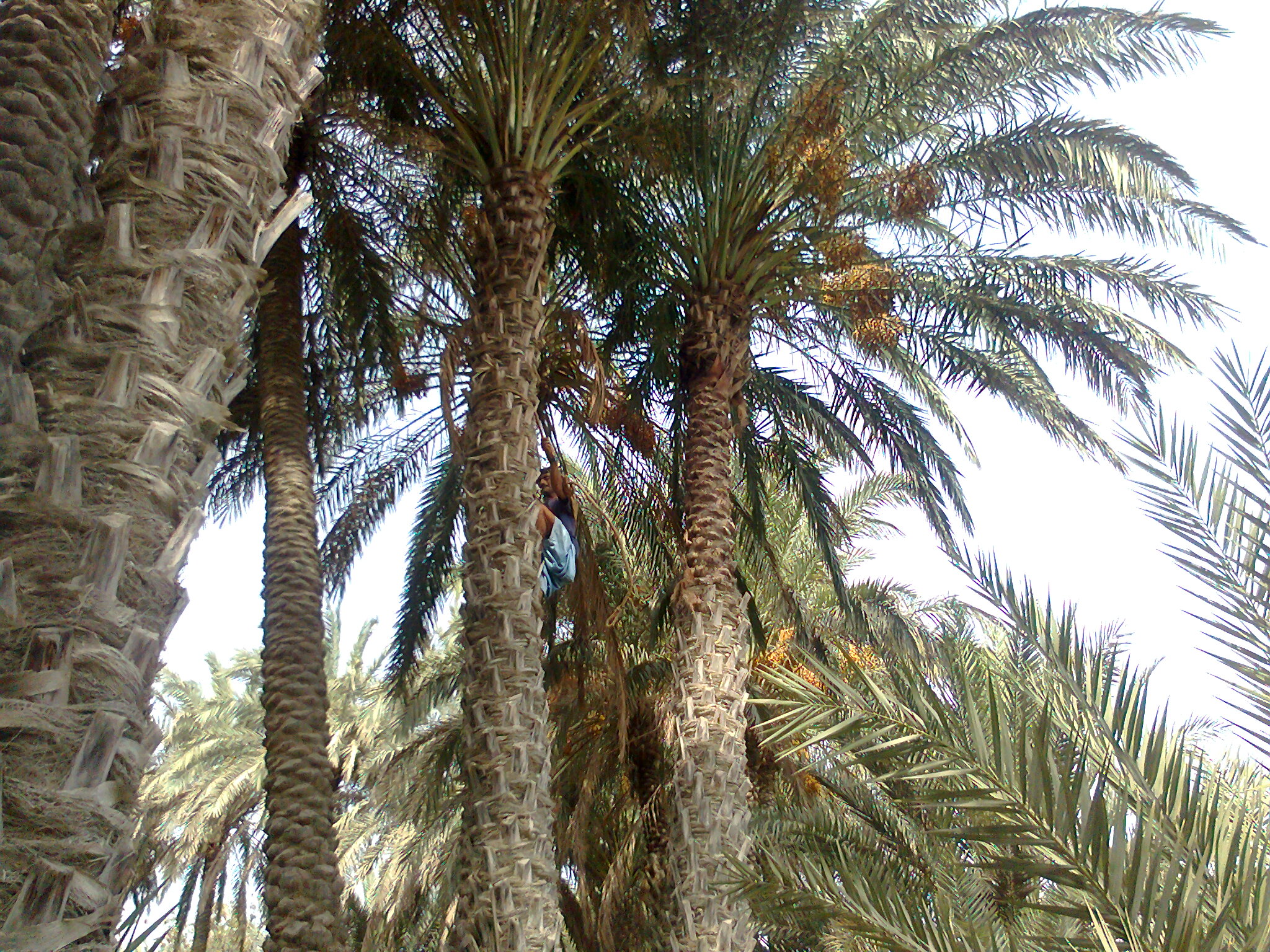
Palmy daktylowe z owocami

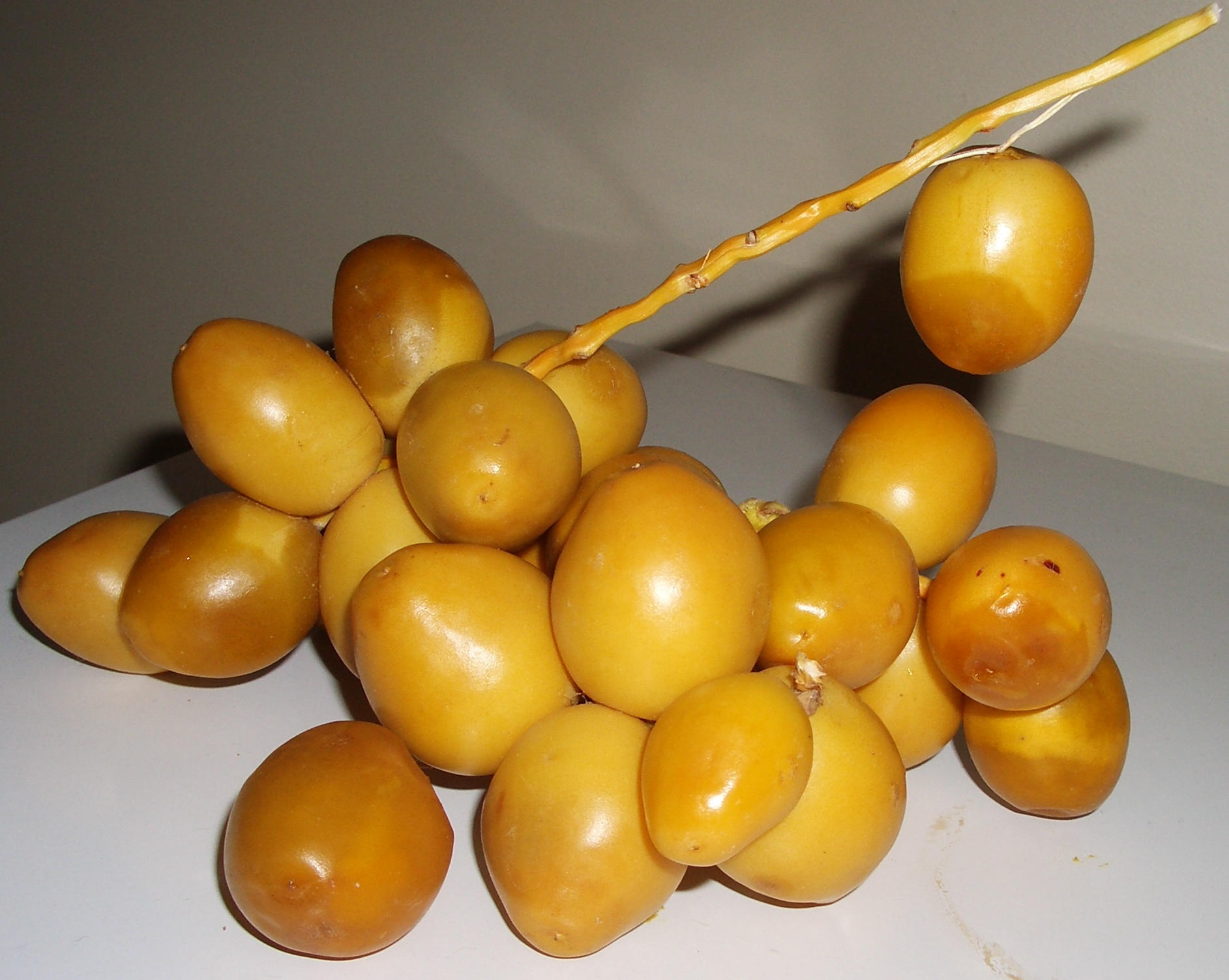
Daktyle świeże

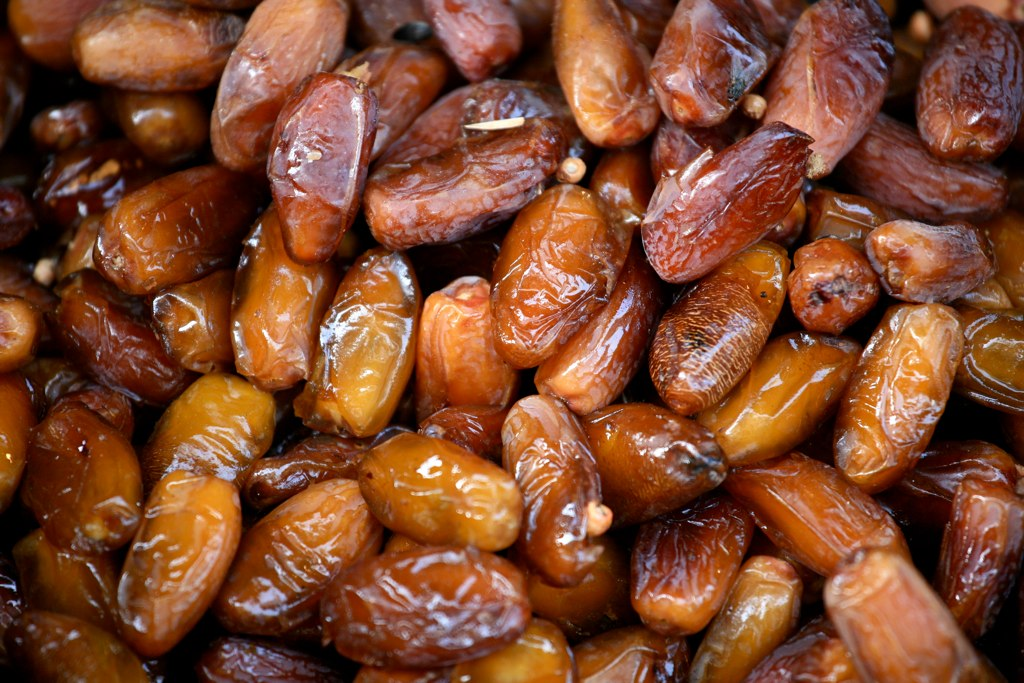
Daktyle suszone

Daktyle – owoce daktylowca właściwego (Phoenix dactylifera). Są to jednonasienne jagody o zmiennym kształcie, zwykle podługowate, osiągające do 7 cm długości i do 3 cm średnicy, brązowe do czarnych.

## Etymologia słowa
Wyraz „daktyl” wywodzi się od starogreckiego słowa dáktylos (gr. δάκτυλος dosł. „palec”). W Polsce już w XVII wieku owoc daktylowca określano terminem data z języka niemieckiego (z niem. Datteln).

## Produkcja
Daktyle tradycyjnie uprawiane są na Bliskim Wschodzie, w Afryce Północnej, a także w południowo-zachodnich Stanach Zjednoczonych, w Sonorze i Kalifornii Dolnej w Meksyku.
Największych producentem daktyli jest Egipt, ale niemal 90% produkcji jest konsumowane w kraju.
Do największych eksporterów daktyli należą: Tunezja, Arabia Saudyjska i Izrael. Daktyle produkują na eksport również: Zjednoczone Emiraty Arabskie, Iran, Algieria i Stany Zjednoczone.

## Uprawa
Palma daktylowa zaczyna wydawać owoce około 4-6 lat od posadzenia, ale dopiero drzewa co najmniej 7-letnie zaczynają przynosić plony komercyjne, które mogą być przeznaczone do sprzedaży i na eksport.
Dojrzałe daktylowce mogą w trakcie jednego zbioru produkować 70-140 kg daktyli. Owoce na drzewie dojrzewają w nierównomiernym tempie, dlatego zbierane są w kilku etapach.

### Cztery fazy dojrzewania owoców daktylowca
- kimri – owoc niedojrzały, skórka daktyla ma kolor zielony,
- khalaal – owoc nabiera żółtej lub czerwonej barwy,
- rutab – w tej fazie dojrzewania zaczyna mięknąć wierzchołek owocu,
- tamr – skórka brązowieje, a owoc jest już miękki i dojrzały[5].

Po zbiorze daktyle są przewożone do chłodni, myte (w wodzie lub w wodzie z dodatkiem chloru), a potem poddane procesowi suszenia. Owoce daktylowca mogą być suszone metodą tradycyjną na słońcu lub przemysłowo w specjalnych suszarkach. Niektórzy producenci dodatkowo konserwują daktyle dwutlenkiem siarki.

## Odmiany daktyli
Na świecie uprawianych jest ponad 1500 odmian daktyli. Ogólnie daktyle dzielimy na:
- daktyle świeże, miękkie – cechują się największą zawartością wody i miękkim soczystym miąższem. Do miękkich odmian należą: Medjool, Kimia Mazafati, Barhi, Ajwa, Hayani, Khadrawy.
- półtwarde – do tej grup zaliczają się m.in. odmiany Deglet Noor, Sayer, Kabkab, Piarom, Zahedi, Rabby

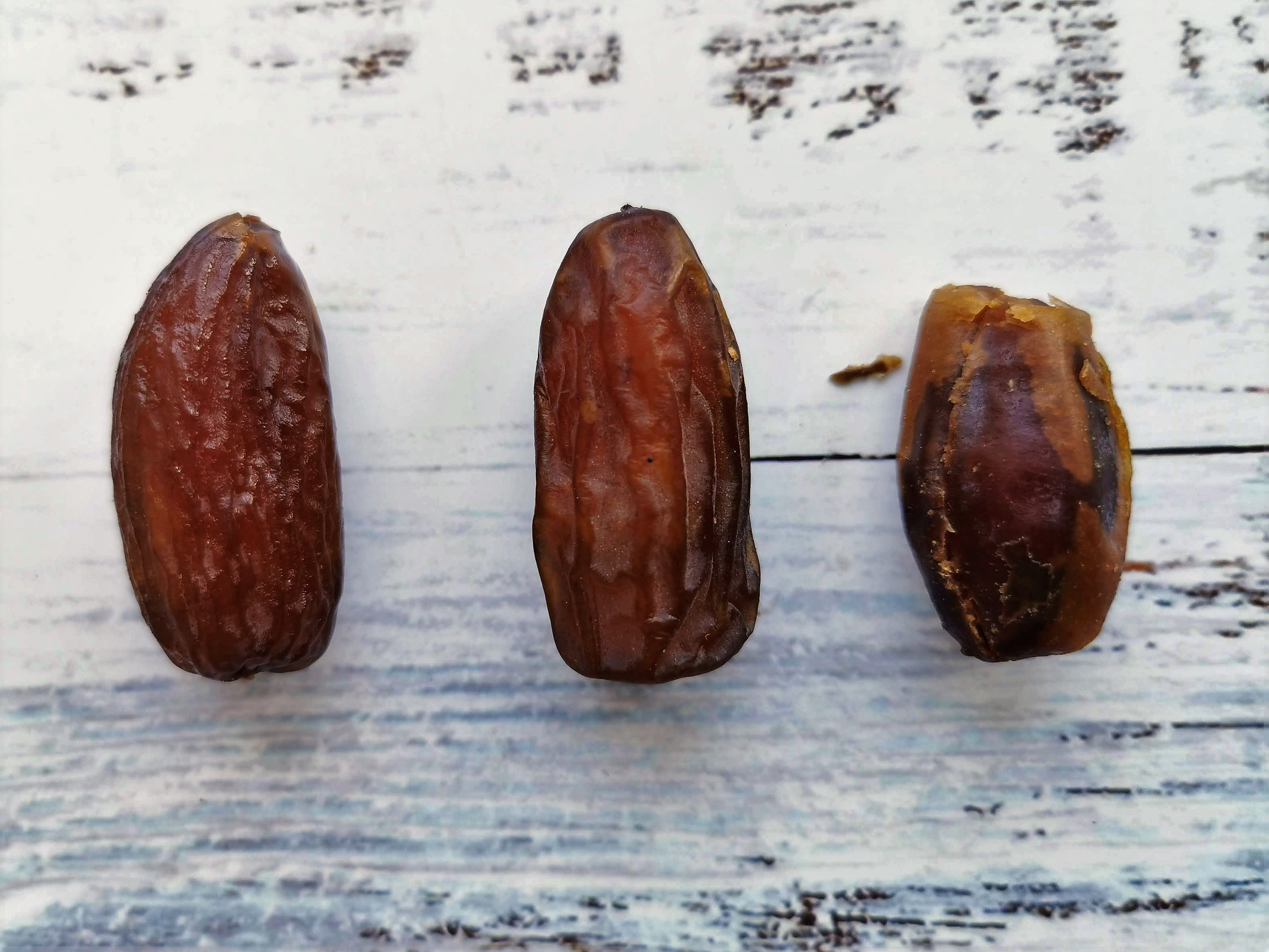
Rodzaje daktyli. Od lewej: daktyle Ameri, Deglet Nour i daktyle irańskie

- twarde, np.: Thoory

### Charakterystyka najpopularniejszych odmian daktyli[6][7]

#### Ameri
Owoce o stosunkowo dużych rozmiarach i wydłużonym kształcie. Dojrzałe daktyle mają czerwono-brązową skórkę. Wyróżniają się intensywnym, słodkim smakiem oraz miękkim, mięsistym miąższem.

#### Barhi
Odmiana o niewielkich owocach i złocistej, bursztynowej skórce. Cechuje się delikatnym, karmelowym smakiem. Barhi to jedyne daktyle sprzedawane w wersji świeżej. Handluje się nimi tylko po zbiorach w sierpniu przez kilka tygodni.

#### Deglet Nour (lub Deglet Noor)
Słodki, półtwardy daktyl o stosunkowo dużych owocach i ciemnobrązowej skórce. Odmiana doskonała  do wypieków.

#### Halawi (lub Halawy)
Słodki daktyl o niewielkich jasnobrązowych owocach. Cechuje się miodowym smakiem i delikatnym miąższem.

#### Khadrawy
Średniej wielkości słodki daktyl o podłużnym kształcie i pomarańczowo-brązowej lub jasnobrązowej skórce. Wyróżnia się jędrnym miąższem i intensywną słodyczą.

#### Medjool
Popularna odmiana o dużych owocach i czerwono-brązowej skórce. Cechuje się bogatym, słodkim smakiem i karmelowym,  miękkim  miąższem.

#### Sayer
Odmiana Sayer ma owoce średniej wielkości i ciemnopomarańczową lub brązową skórkę. Ich konsystencja jest słodka i syropowata.
To najczęściej eksportowane daktyle z Iranu.

#### Thoory
Zwane są również daktylami chlebowymi. Daktyl o  średnich lub dużych rozmiarów owocach. Wyróżnia się  półsłodkim, orzechowym smakiem.

#### Zahidi
Słodki półsuchy daktyl o średniej wielkości owocach i gładkiej skórce. Cechuje się  złocistożółtym, mięsistym miąższem z dużą zawartością syropu.

## Wartości odżywcze
Zawierają ponad 50% cukrów, błonnik, witaminy: A, B1, C, B2, sole mineralne. Cukry występujące w daktylach to cukry proste, czyli bardzo łatwostrawne, dające energię w krótkim czasie po spożyciu. Przy tym wartość energetyczna daktyli jest większa niż w tej samej ilości mięsa wołowego, kurczaka, chleba czy ryżu. Z tego względu polecane są przy dużym wysiłku fizycznym.

### Wartości odżywcze w 100g daktyli (odmiana Medjool)[9]
| Składniki odżywcze   | Wartości |
| Kalorie              | 277 kcal |
| Witaminy             |          |
| Luteina i zeaxantyna | 23 mcg   |
| Tiamina              | 0.05 mg  |
| Ryboflawina          | 0.06 mg  |
| Niacyna              | 1.61 mg  |
| Kwas pantotenowy     | 0.81 mg  |
| Witamina B6          | 0.25 mg  |
| Witamina K1          | 2.70 mcg |
| Cholina              | 9.90 mg  |
| Składniki mineralne  |          |
| Wapń, Ca             | 64 mg    |
| Miedź, Cu            | 0.36 mg  |
| Żelazo, Fe           | 0.90 mg  |
| Magnez, Mg           | 54 mg    |
| Mangan, Mn           | 0.30 mg  |
| Fosfor, P            | 62 mg    |
| Potas, K             | 696 mg   |
| Sód, Na              | 1 mg     |
| Cynk, Zn             | 0.44 mg  |
| Proteiny             |          |
| Białko               | 1.81 g   |
| Tłuszcze             |          |
| Tłuszcz              | 0.15 g   |
| Węglowodany          |          |
| Węglowodany          | 74.97 g  |
| Cukry                | 66.47 g  |

## Zastosowanie
Daktyle są owocami jadalnymi, zarówno po przetworzeniu, jak i na surowo. W Polsce dostępne są głównie daktyle suszone. Używane są jako przekąska lub dodatek do słodyczy, kisieli mlecznych (budyniów) i ciast. W krajach arabskich daktyle uważane są za afrodyzjaki.